# Remo Arnold
Remo Arnold (sinh ngày 17 tháng 1 năm 1997) là một cầu thủ bóng đá người Thụy Sĩ thi đấu cho FC Luzern.